# Poldi Mildner
Leopoldine Josefine „Poldi“ Mildner (27. Juli 1913 in Wien – 7. Juli 2007 in Buenos Aires) war eine österreichisch-argentinische Pianistin und Klavierpädagogin.

## Leben
Ihre Eltern waren der Buchhalter Leopold Mildner (* 1886 Jägerndorf) und Leopoldine, geb. Pokorny (* 1894 Wien). Mildner übersiedelte mit ihren Eltern um 1919 in den Heimatort ihres Vaters. Mit acht Jahren erhielt sie erste Klavierstunden bei ihrer Tante, später professionellen Klavierunterricht von Emma Werner und Hans Keitel.
Ab 1926 Ausbildung in Wien bei Hedwig Kanner-Rosenthal und deren Ehemann Moriz Rosenthal.
Im April 1926 erster Soloabend im Wiener Konzerthaus, im November 1927 zusammen mit dem Wiener Sinfonie-Orchester Aufführung von Tschaikowskys erstem Klavierkonzert; mit diesem Werk debütierte sie auch im März 1930 bei den Berliner Philharmonikern.
Es folgten weitere Studien bei Robert Teichmüller in Dresden und Artur Schnabel in Berlin.
Ab 1931 unternahm sie internationale Konzertreisen (zunächst durch Europa, ab 1932 USA, später auch Südamerika) und arbeitete unter Dirigenten wie Hermann Abendroth, Karl Böhm, Sergiu Celibidache, Wilhelm Furtwängler, Eugen Jochum, Pierre Monteux, Arturo Toscanini und Bruno Walter. Sie konzertierte mit Emanuel Feuermann und Váša Příhoda und begleitete Sänger wie Lotte Lehmann, Ria Ginster, Franz Völker oder Julius Patzak. Während dieser Zeit wurde sie von Djane Lavoie-Herz pädagogisch-künstlerisch betreut.
Im Januar 1940 reiste sie über Stockholm, wo sie durch die Heirat mit Evald Dahlgren die schwedische Staatsbürgerschaft erworben hatte, in die USA aus, um sich schließlich 1942 in Buenos Aires niederzulassen und argentinische Staatsbürgerin zu werden. Dort begann auch ihre pädagogische Tätigkeit.
Ab 1946 unternahm Mildner wieder Konzertreisen in die USA und nach Europa und unterrichtete am Salzburger Mozarteum. 1975 ging sie nach Deutschland, wo sie als Professorin an der Hochschule für Musik und Darstellende Kunst Frankfurt am Main und schließlich von 1982 bis 1995 als Lehrbeauftragte an der Hochschule für Musik Mainz lehrte. 1995 ging sie zurück nach Argentinien, kehrte aber 1997 nochmals zu Konzerten nach Deutschland zurück.

## Tondokumente
ELECTROLA (Schellackplatten, 78/min)
Poldi Mildner am Blüthner-Flügel
- Berlin, Beethoven-Saal, 9. Juni 1931

(1) Frédéric Chopin: Etude Nr. 21 Ges-Dur, op. 25 Nr. 9 „Schmetterlings-Etude“ und
(2) Etude Nr. 24 c-Moll, op. 25 Nr. 12
EG 2346 (Bestell-Nummer) / 0D 463-2 (Matrizennummer)
(3) Wolfgang Amadeus Mozart: Pastorale variée pour piano. Variations de M. Gaubert de Courbon
EG 2346 / 0D 462-1
- Berlin, Beethoven-Saal, 18. September 1931

(4) Adolf Schulz-Evler: Arabesken über Themen des Walzers „An der schönen blauen Donau“ von Johann Strauß
EH 726 / 2D 460-3 und 2D 461-3
TELEFUNKEN (Vinylplatten, 33/min)
Poldi Mildner
- Berlin-Lichterfelde, Studio Finckensteinallee, 9. November 1953

(5) Frédéric Chopin: Ballade Nr. 2 F-Dur, op. 38 und
(6) Impromptu Nr. 2 Fis-Dur, op. 36
PLB 6060 (Bestell-Nummer)
- Berlin-Lichterfelde, Studio Finckensteinallee, 3. November 1953

mit RIAS-Symphonie-Orchester. Arthur Rother
(7) Franz Liszt: Konzert für Klavier und Orchester Nr. 1 Es-Dur
LE 6513, TW 30171
- Berlin-Lichterfelde, Studio Finckensteinallee, 9. November 1953

(8) Franz Liszt: La Campanella
LB 6060
- Berlin-Lichterfelde, Studio Finckensteinallee, 13. Dezember 1955

mit RIAS-Symphonie-Orchester. Arthur Rother
(9) Felix Mendelssohn Bartholdy: Konzert für Klavier und Orchester Nr. 1 g-Moll, op. 25
LE 6568
- Berlin-Lichterfelde, Studio Finckensteinallee, 9. November 1953

(10) Moriz Rosenthal: Carnaval de Vienne nach Johann Strauss
PLB 6060
- Berlin-Lichterfelde, Studio Finckensteinallee, 12. Dezember 1955

mit RIAS-Symphonie-Orchester. Arthur Rother
(11) Richard Strauss: Burleske d-Moll für Klavier und Orchester
LE 6568
- Berlin-Lichterfelde, Studio Finckensteinallee, 3. November 1953

mit RIAS-Symphonie-Orchester. Arthur Rother
(12) Carl Maria von Weber: Konzertstück in f-Moll, op. 79 für Klavier und Orchester
LE 6513, TW 30171
Mildners Schallplattenaufnahmen (außer Nr. 6, 11 und 12) wurden 2010 auf CD wiederveröffentlicht (Hastedt HT 6603).
Eine Auswahl ihrer Rundfunkaufnahmen (Werke von Chopin, Debussy, Liszt und Schubert) erschien 2015 auf Meloclassic MC 1022.

## Bewertung
„Ihre Schallplatten zeigen sie als eine ebenso virtuose wie sensible Spielerin, deren Darstellungen immer klangschön, weichgetönt und locker biegsam, wie mit leichter Hand entworfen wirken.“ (Ingo Harden: PianistenProfile, 2008)